# Ministero della giustizia (Finlandia)
Il Ministero della giustizia (in finlandese Oikeusministeriö, abbreviato in OM; in svedese Justitieministeriet) è un dicastero del governo finlandese deputato alla gestione del sistema giudiziario e dell'amministrazione dello Stato oltre che all'organizzazione di elezioni e referendum.
Il ministro della giustizia in carica è Leena Meri dal 20 giugno 2023.